# Yus Syazlin Nabila Binti Yusri
Yus Syazlin Nabila Binti Yusri (* 10. März 1998) ist eine ehemalige malaysische Tennisspielerin.

## Karriere
Yusri, die mit sechs Jahren das Tennisspielen begann, bevorzugt Hartplätze. Sie spielt hauptsächlich auf dem ITF Women’s Circuit, konnte allerdings noch keinen Turniersieg erzielen. Ihr Debüt auf der WTA Tour gab sie bei den BMW Malaysian Open 2013 mit einer Wildcard für das Hauptfeld des Doppelwettbewerbs. Dort scheiterte sie bereits in der ersten Runde mit ihrer Landsfrau Theiviya Selvarajoo an der Paarung Iryna Burjatschok und Chan Hao-ching mit 1:6 und 1:6.
Sie spielte 2014 und 2015 im Fed Cup für die Malaysische Fed-Cup-Mannschaft. Von sechs Partien konnte sie zwei gewinnen, davon ein Match im Einzel und ein Doppel.
Die Spiele beim Fed Cup 2015 waren ihre letzten internationalen Auftritte.